# Szemu’el Awital
Szemu’el Awital (hebr.: שמואל אביטל, ang.: Shmuel Avital, Samuel Avital ur. 22 kwietnia 1951 w Casablance) – izraelski wojskowy, rolnik i polityk, w latach 2001–2002 minister ds. koordynacji społecznej, w latach 1992–1996 poseł do Knesetu.

## Życiorys
Urodził się 22 kwietnia 1951 w Casablance w ówczesnym Maroku Francuskim. W 1953 wyemigrował do Izraela.
Służbę wojskową zakończył w stopniu pułkownika, służył w Korpusie Artylerii. Ukończył studia na Uniwersytecie Ben Guriona. Po zakończeniu służby wojskowej zajął się rolnictwem.
W polityce związał się z Partią Pracy, został szefem partyjnej sekcji moszawów. Z listy tego ugrupowania dostał się do izraelskiego parlamentu w wyborach parlamentarnych w 1992. W trzynastym Knesecie zasiadał w komisjach spraw wewnętrznych i środowiska; budownictwa oraz spraw gospodarczych. Był także przewodniczącym lobby rolniczego. W 1996 utracił miejsce w parlamencie.
7 marca 2001 wszedł w skład nowo powołanego pierwszego rządu Ariela Szarona jako minister ds. koordynacji społecznej. Pozostał na stanowisku do 22 lutego 2002.